# Susilo Bambang Yudhoyono
Susilo Bambang Yudhoyono, född 9 september 1949 i Tremas, är en indonesisk politiker och pensionerad militärgeneral och Indonesiens president från 20 oktober 2004 till 20 oktober 2014.
Yudhoyono vann presidentvalet 2004 genom att besegra den sittande presidenten Megawati Sukarnoputri. Allmänt känd i Indonesien med initialerna "SBY", svors han in som president den 20 oktober 2004 tillsammans med Jusuf Kalla som vicepresident. Han ställde upp för omval i presidentvalet 2009 med Boediono som ny vicepresidentkandidat, och vann med en direkt majoritet av rösterna i den första omgången av valet; han svors in för en andra mandatperiod den 20 oktober 2009. Efter sammanlagt 10 år som president upphörde hans andra ämbetsperiod den 20 oktober 2014. Han efterträddes då som president av Joko Widodo.